# Jianwen
Jianwen (Establecimiento de la Virtud Civil) (5 de diciembre de 1373 - 13 de julio de 1402) fue el nombre de reinado de Zhu Yunwen, segundo emperador de la dinastía Ming de China, hijo del príncipe Zhu Biao (fallecido en 1392) y nieto del emperador Hongwu (reinante de 1368 a 1398).

## Biografía
Ascendió al trono en 1398, a la edad de 21 años. Era un joven amable y estudioso, pero su reinado fue breve y turbulento. Trató de reducir el poder de sus tíos, los príncipes hereditarios, lo cual provocó la sublevación de su tío el príncipe de Yan, cuarto hijo de Hongwu, y comandante de las tropas de la importante región septentrional. Contra todas las posibilidades, las improvisadas tropas del príncipe rebelde tomaron e incendiaron Nankín. El emperador, su joven esposa y su hijo primogénito perecieron en el incendio del palacio imperial. 
El príncipe de Yen encarceló al otro hijo del emperador, el pequeño príncipe Zhu Wenguei, y usurpó el trono, dando a su reinado el nombre de Yongle (“Felicidad Perpetua”). El cadáver de Jianwen nunca fue encontrado y popularmente se creyó que había huido del país. o sobrevivido bajo el disfraz de monje. Se le dio el nombre de templo de Huidi (“Emperador benéfico”).